# Beaumotte-lès-Pin
Beaumotte-lès-Pin ist eine Gemeinde im französischen Département Haute-Saône in der Region Bourgogne-Franche-Comté.

## Geographie
Beaumotte-lès-Pin liegt auf einer Höhe von 215 m über dem Meeresspiegel, fünf Kilometer nordöstlich von Marnay und etwa 17 Kilometer nordwestlich der Stadt Besançon (Luftlinie). Das Dorf erstreckt sich im Süden des Départements, in der Mulde des Dorfbachs Doing nördlich der Talebene des Ognon, am Südfuß der Monts de Gy.
Die Fläche des 8,43 km² großen Gemeindegebiets umfasst einen Abschnitt des unteren Ognon-Tals. Die südliche Grenze verläuft stets entlang dem Ognon. Dieser fließt hier mit mehreren Windungen durch eine Alluvialebene, die eine Breite von ein bis zwei Kilometern aufweist und durchschnittlich auf 210 m liegt. Vom Flusslauf erstreckt sich das Gemeindeareal nordwärts über die Talebene auf das angrenzende Plateau, das aus tertiären Sedimenten aufgebaut ist. Das Plateau ist überwiegend von Acker- und Wiesland bestanden. In das Plateau eingesenkt ist die Talmulde von Beaumotte, in welcher die Doing mitten im Dorf entspringt. Weiter nach Norden leitet eine ungefähr 60 bis 80 m hohe Geländestufe (Bois de Plaimont) zur Hochfläche von Courcuire im Bereich der Monts de Gy über. Mit 351 m wird auf dem waldbedeckten Mont Marin die höchste Erhebung von Beaumotte-lès-Pin erreicht.
Nachbargemeinden von Beaumotte-lès-Pin sind Courcuire im Norden, Pin im Osten, Émagny und Chevigney-sur-l’Ognon im Süden sowie Brussey und Avrigney-Virey im Westen.

## Geschichte
Verschiedene Funde weisen darauf hin, dass das Gemeindegebiet von Beaumotte-lès-Pin bereits in gallorömischer Zeit besiedelt war. Erstmals urkundlich erwähnt wird Beaumotte im Jahr 1180. Im Mittelalter gehörte das Dorf zur Freigrafschaft Burgund und darin zum Gebiet des Bailliage d’Amont. Zusammen mit der Franche-Comté gelangte es mit dem Frieden von Nimwegen 1678 definitiv an Frankreich. Seit 2002 ist Beaumotte-lès-Pin Mitglied des 15 Ortschaften umfassenden Gemeindeverbandes Communauté de communes de la Vallée de l’Ognon.

## Sehenswürdigkeiten
Die Dorfkirche Saints-Pierre-et-Paul wurde im 19. Jahrhundert weitgehend neu erbaut. Einzig der Vorhof stammt von der Vorgängerkirche aus dem 13. Jahrhundert und wurde in den Bau integriert.

## Bevölkerung
| Jahr                       | 1962 | 1968 | 1975 | 1982 | 1990 | 1999 |
| Einwohner                  | 192  | 176  | 165  | 223  | 234  | 239  |
| Quellen: Cassini und INSEE |      |      |      |      |      |      |

Mit 252 Einwohnern (2005) gehört Beaumotte-lès-Pin zu den kleinen Gemeinden des Département Haute-Saône. Nachdem die Einwohnerzahl in der ersten Hälfte des 20. Jahrhunderts deutlich abgenommen hatte (1886 wurden noch 300 Personen gezählt), wurde seit Mitte der 1970er Jahre wieder ein kontinuierliches Bevölkerungswachstum verzeichnet.

## Wirtschaft und Infrastruktur
Beaumotte-lès-Pin war bis weit ins 20. Jahrhundert hinein ein vorwiegend durch die Landwirtschaft (Ackerbau, Obstbau und Viehzucht) und die Forstwirtschaft geprägtes Dorf. Heute gibt es einige Betriebe des lokalen Kleingewerbes. In den letzten Jahrzehnten hat sich das Dorf zu einer Wohngemeinde gewandelt. Viele Erwerbstätige sind deshalb Wegpendler, die in den größeren Ortschaften der Umgebung und in der Agglomeration Besançon ihrer Arbeit nachgehen.
Die Ortschaft liegt abseits der größeren Durchgangsachsen an einer Departementsstraße, die von Marnay nach Étuz führt. Der nächste Anschluss an die Autobahn A36 befindet sich in einer Entfernung von ungefähr 15 km. Weitere Straßenverbindungen bestehen mit Pin und Courcuire.